# Moala (Fiji)
Moala is een van de drie eilanden van de Moala-eilanden, een subgroep van de Lau-archipel in Fiji. Het heeft een oppervlakte van 62,5 km² en heeft ongeveer 3000 inwoners. Het hoogste punt, de Delaimoala meet 464 meter.